# Srí Lanka a 2016. évi nyári olimpiai játékokon
Srí Lanka a brazíliai Rio de Janeiróban megrendezett 2016. évi nyári olimpiai játékok egyik részt vevő nemzete volt. Az országot az olimpián 6 sportágban 9 sportoló képviselte, akik érmet nem szereztek.

## Atlétika
Férfi
| Versenyző       | Versenyszám | Döntő   | Döntő    |
| Versenyző       | Versenyszám | Idő     | Helyezés |
| --------------- | ----------- | ------- | -------- |
| Anuradha Cooray | Maraton     | 2:17:06 | 34.      |

| Versenyző         | Versenyszám   | Selejtező | Selejtező | Döntő    | Döntő    |
| Versenyző         | Versenyszám   | Eredmény  | Helyezés  | Eredmény | Helyezés |
| ----------------- | ------------- | --------- | --------- | -------- | -------- |
| Sumeda Ranasinghe | Gerelyhajítás | 71,93 m   | 36.       | kiesett  | kiesett  |

Női
| Versenyző                  | Versenyszám | Döntő   | Döntő    |
| Versenyző                  | Versenyszám | Idő     | Helyezés |
| -------------------------- | ----------- | ------- | -------- |
| Niluka Geethani Rajasekara | Maraton     | 3:11:05 | 129.     |

## Cselgáncs
Férfi

| Versenyző           | Versenyszám | Selejtező         | 32-es főtábla                             | Nyolcaddöntő                                | Negyeddöntő       | Elődöntő          | Vigaszág elődöntő | Bronz- mérkőzés   | Döntő             | Helyezés |
| Versenyző           | Versenyszám | Ellenfél Eredmény | Ellenfél Eredmény                         | Ellenfél Eredmény                           | Ellenfél Eredmény | Ellenfél Eredmény | Ellenfél Eredmény | Ellenfél Eredmény | Ellenfél Eredmény | Helyezés |
| ------------------- | ----------- | ----------------- | ----------------------------------------- | ------------------------------------------- | ----------------- | ----------------- | ----------------- | ----------------- | ----------------- | -------- |
| Chamara Repiyallage | Könnyűsúly  | erőnyerő          | Benjamin Waterhouse (ASA) · 101(1)-000(4) | Lasha Shavdatuashvili (GEO) · 000(2)–100(0) | kiesett           | kiesett           |                   |                   |                   | 9.       |

## Sportlövészet
Férfi
| Versenyző          | Versenyszám       | Selejtező | Selejtező | Döntő   | Döntő    |
| Versenyző          | Versenyszám       | Pont      | Helyezés  | Pont    | Helyezés |
| ------------------ | ----------------- | --------- | --------- | ------- | -------- |
| Mangala Samarakoon | Légpuska          | 589,6     | 50.       | kiesett | kiesett  |
| Mangala Samarakoon | Sportpuska, fekvő | 601,8     | 47.       | kiesett | kiesett  |

## Súlyemelés
Férfi

| Versenyző     | Versenyszám | Szakítás                 | Szakítás                 | Lökés    | Lökés    | Összesen | Helyezés |
| Versenyző     | Versenyszám | Eredmény                 | Helyezés                 | Eredmény | Helyezés | Összesen | Helyezés |
| ------------- | ----------- | ------------------------ | ------------------------ | -------- | -------- | -------- | -------- |
| Sudesh Peiris | 62 kg       | érvényes kísérlet nélkül | érvényes kísérlet nélkül | kiesett  | kiesett  | kiesett  | kiesett  |

## Tollaslabda
| Versenyző          | Versenyszám | Csoportkör | Csoportkör | Nyolcaddöntő      | Negyeddöntő       | Elődöntő          | Bronz- mérkőzés   | Döntő             | Helyezés |
| Versenyző          | Versenyszám | Ellenfél Eredmény | Hely.      | Ellenfél Eredmény | Ellenfél Eredmény | Ellenfél Eredmény | Ellenfél Eredmény | Ellenfél Eredmény | Helyezés |
| ------------------ | ----------- | --- | ---------- | ----------------- | ----------------- | ----------------- | ----------------- | ----------------- | -------- |
| Niluka Karunaratne | Férfi egyes | P csoport · Csen Lung (Chen Long) (CHN) · 7–21, 10–21 · Kevin Cordón (GUA) · visszalépett · Adrian Dziółko (POL) · 21–19, 24–22 | 2.         | kiesett           | kiesett           | kiesett           | kiesett           | kiesett           | 14.      |

## Úszás
Férfi
| Versenyző          | Versenyszám | Előfutam | Előfutam | Előfutam | Elődöntő | Elődöntő | Elődöntő | Döntő   | Döntő    |
| Versenyző          | Versenyszám | Idő      | Hely.    | Össz.    | Idő      | Hely.    | Össz.    | Idő     | Helyezés |
| ------------------ | ----------- | -------- | -------- | -------- | -------- | -------- | -------- | ------- | -------- |
| Matthew Abeysinghe | 100 m gyors | 50,96    | 3.       | 50.      | kiesett  | kiesett  | kiesett  | kiesett | kiesett  |

Női
| Versenyző     | Versenyszám | Előfutam | Előfutam | Előfutam | Elődöntő | Elődöntő | Elődöntő | Döntő   | Döntő    |
| Versenyző     | Versenyszám | Idő      | Hely.    | Össz.    | Idő      | Hely.    | Össz.    | Idő     | Helyezés |
| ------------- | ----------- | -------- | -------- | -------- | -------- | -------- | -------- | ------- | -------- |
| Kimiko Raheem | 100 m hát   | 1:04,21  | 4.       | 28.      | kiesett  | kiesett  | kiesett  | kiesett | kiesett  |